# カナン
カナン、あるいはカナアン（ヘブライ語: כנעןクナーアン）とは、地中海とヨルダン川・死海に挟まれた地域一帯の古代の地名である。聖書で「乳と蜜の流れる場所」と描写され、神がアブラハムの子孫に与えると約束した土地であることから、約束の地とも呼ばれる。現代のカナンに関する知識の多くは、1928年に再発見された都市ウガリットの発掘調査によってもたらされた。

## 地名の由来
地名の由来は定かではない。初期の説明では、この語はセム語の語源kn'（「低く、へりくだる、服従する」）に由来するとされた。「低地」の意であれば、アラム（現在のシリア及びイスラエル北部地域）が「高地」を意味するのとは対照的である。一方、レバントにおける古代エジプト王朝の属州名として「被支配者」を意味し、これはローマ属州であったガリア・トランサルピナの一部がプロヴァンス（Provincia、"属州"の意）となったように、そのまま固有名詞に発展したとする説もある。その他、カナン人を特徴づける「商人」や「紫紅染料（特産品）」とも関連付けられる。

## 歴史
この地域には古くから人間が居住しており、紀元前4400年頃には、ヨルダン渓谷東部にガスリアンと呼ばれる文化が発生したとみられる。様々な遺跡が発見されており、銅産業が発展していたことがわかっている。青銅器時代前期には、レバント南部にエン・エスルやメギドといった都市が形成され繁栄し、この住民が「原カナン人」とされる。文献への初登場も諸説あるが、最も早いもので紀元前24世紀、最も遅いもので紀元前16世紀である。シュメール人の都市マリの紀元前18世紀の残骸で発見された文書では、政治的な共同体として見いだされる。
紀元前2千年紀には古代エジプト王朝の州の名称として使われた。その領域は、地中海を西の境界とし、北は南レバノンのハマトを経由し、東はヨルダン渓谷を、そして南は死海からガザまでを含む。
カナン人は近東の広範な地域において、商人としての評判を獲得していた。メソポタミアの都市ヌジで発見された銘板では、紫紅染料を意味する "Kinahnu" の用語が使われ、これはカナン人の有名な輸出商品であったと言われている。また、「ツロの紫」で知られるフェニキア人とは同文化体であったと見られている。同様に、旧約聖書に時折例示されるように、「カナン人」は商人の同義語として用いられ、カナン人を熟知した者によってその特徴が示唆されたものと思われる。
考古学者や歴史家は一般的に、前1200年以前の青銅器時代のレバント諸民族をカナン人と呼び、鉄器時代の末裔、特に沿岸部に住んでいた人々をフェニキア人と呼んでいる。また、アラム人に支配されていなかったレバント内陸部の鉄器時代の二次国家、つまりペリシテ人やイスラエル王国、ユダ王国を含む別個の近縁民族に支配されていた国家として使われることもある。
旧約聖書の中では、カナン人とはイスラエル人により"聖絶"される7つの民の1つである（「申命記」）。また「民数記」では、カナン人は地中海沿岸付近に居住していったに過ぎないともされる。そのためイスラエル人は神の命令に背き、カナン人と混血するようにもなった。
ヘブライ語はカナン人から学んだものでもある（イスラエル王国を参照）ため、イスラエル人が全滅させることは不可能である。現代の科学研究において、中東レバント地方（シリア、ヨルダン、イスラエルなどの地域）に住む現代アラブ人とユダヤ人の大半は、DNAの半分以上が、カナン人ほかレバント、カフカス、イラン高原に住んでいた民族に由来することが判明している。

## 言語
言語学上、カナン諸語はヘブライ語．フェニキア語を含み、アラム語やウガリト語と共にアフロ・アジア語族セム語派北西セム語に含まれる。音素文字（原シナイ文字）を初めて用い、その文字体系はアルファベットの原型ともされるなど、漢字文化圏を除く世界に伝播した。学習し易い音素文字が普及した結果、古代オリエントの国際公用語がアッカド語（Akkadian cuneiform）からアラム語（アラム文字）に代わり、やがてアラビア語に取って代わられた。

## 聖書におけるカナン人
カナン人とは、広義ではノアの孫カナンから生じた民を指している。「創世記」10章15-18節では、長男シドン、ヘト、エブス人、アモリ人、ギルガシ人、ヒビ人、アキル人、シニ人、アルワド人、ツェマリ人、ハマト人の11の氏族を総称して「カナン人の諸氏族」と呼んでいる。イスラエル人とは区別されている。
神はアブラハムに対し、彼の子孫にカナンの地を所有させると約束しており、これの障害となる原住民のカナン人は排除（聖絶）すべき存在として記述されている。
- 「ヘト人、アモリ人、カナン人、ペリジ人、ヒビ人、エブス人は、あなたの神、主が命じられたように必ず滅ぼし尽くさねばならない」―申命記 20 : 17
- 「万軍の主はこう仰せられる。『わたしはイスラエルがエジプトから上って来る途中、アマレクがイスラエルにしたことを罰する。今行ってアマレクを打ち、そのすべての者を聖絶せよ。容赦してはならない。男も女も、子供も、乳飲み子も、牛も、羊も、ラクダもロバも殺せ。』」―サムエル記 15 : 2, 3